# Ba gạc vòng
Ba gạc vòng (tên khoa học Rauvolfia verticillata) là một loài thực vật có hoa trong họ La bố ma. Loài này được (Lour.) Baill. miêu tả khoa học đầu tiên năm 1895.